# Guadalupe Pérez
Guadalupe Pérez Tiscareño (ur. 17 kwietnia 1983) – meksykańska zapaśniczka w stylu wolnym. Sześciokrotna uczestniczka mistrzostw świata, trzynasta w 2012. Piąta na igrzyskach panamerykańskich w 2011. Zdobyła dwa medale na mistrzostwach panamerykańskich, srebro w 2005. Brązowy medal na igrzyskach Ameryki Środkowej i Karaibów w 2006 i 2010 roku.